# Schloss Žacléř

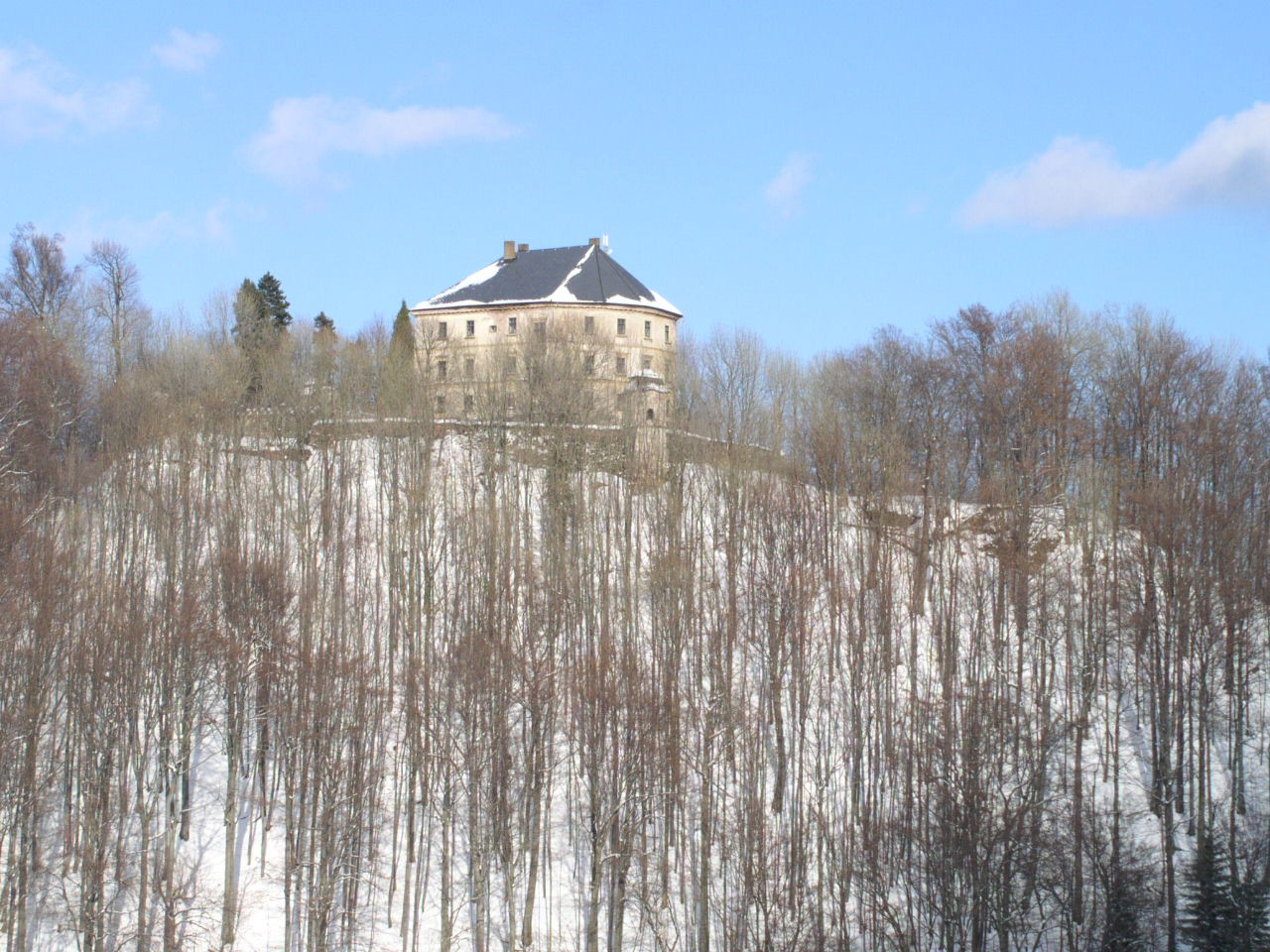
Schloss Žacléř

Das Schloss Žacléř (deutsch: Schloss Schatzlar) befindet sich oberhalb der gleichnamigen Landstadt Žacléř im Okres Trutnov in der Region Hradec Králové in Tschechien.

## Geschichte
An der Stelle des jetzigen Schlosses im Wald oberhalb der Stadt stand zunächst die Feste Schatzlar, deren Name später auf das unterhalb der Burg liegende Städtchen „Bornflos“/„Bernstadt“ überging. Die Feste soll 1136 unter Herzog Soběslav I. als Schutzburg erbaut und um 1250 befestigt worden sein. Sie diente vermutlich der Bewachung des Trautenauer Steigs, einem Abschnitt des alten Handelsweges von Prag über Königgrätz und Trautenau nach Schlesien.
Erstmals urkundlich erwähnt wurde die Burg 1334, als sie vom damaligen böhmischen König Johann von Luxemburg und dessen Sohn, dem Markgrafen und späteren böhmischen König Karl IV., dem Berthold von Leipa verpfändet wurde. Ab 1346 war die Burg ein Lehen des Glatzer Burggrafen Albrecht von Krenowitz, der sie 1353 an die Ritter Konrad und Ulrich von Wolffersdorf abtreten musste. Nach 1361 übertrug Kaiser Karl IV. die Burg Schatzlar zusammen mit dem Trautenauer Lehen und der Stadt Königinhof dem Herzog Bolko II. und seiner Ehefrau Agnes. Nach Bolkos Tod 1368 übte Herzogin Agnes die Herrschaftsrechte aus. Als Burggraf fungierte 1368 Hans von Seidlitz, dem ein Jahr später der Jägermeister der Herzogin, Hinko von Seidlitz, folgte. Nach dem Tod der Herzogin Agnes 1392 fiel die Burg als erledigtes Lehen an König Wenzel IV., der sie vermutlich dem Peter von Seidlitz zur Verwaltung übergab.

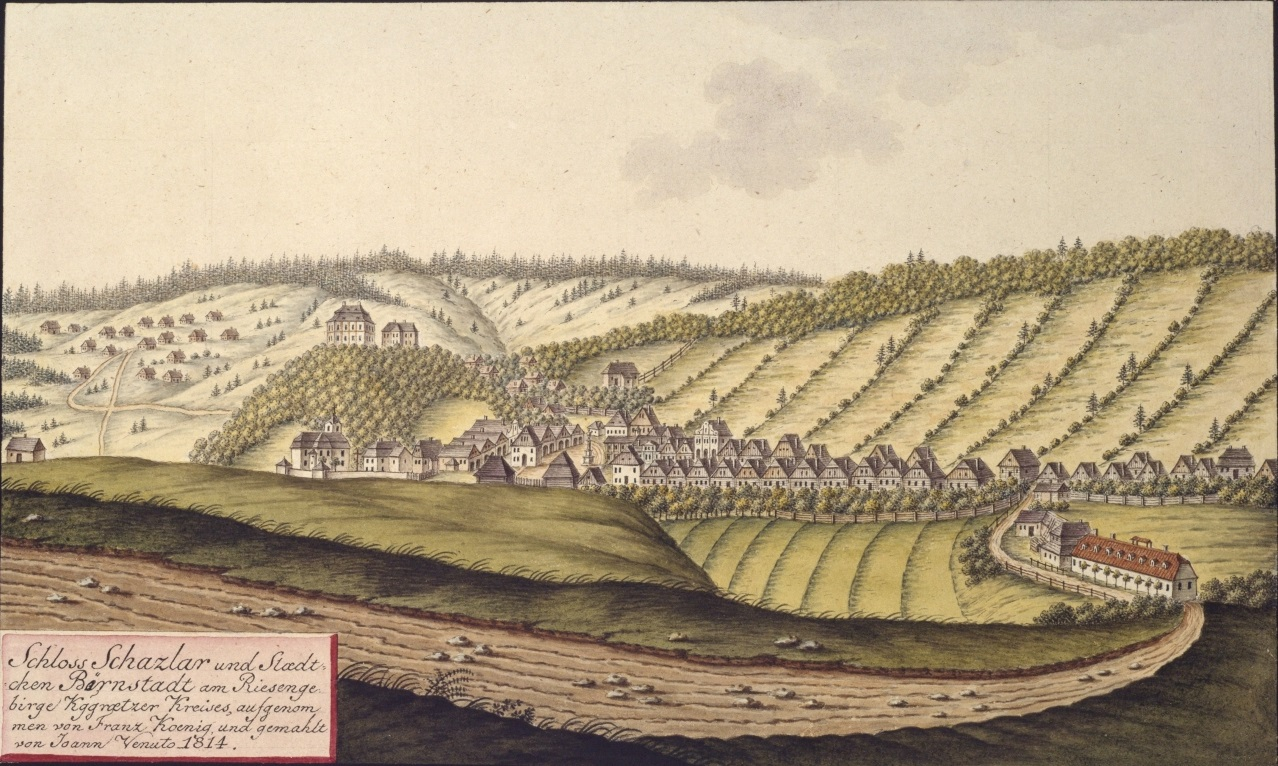
Schloss Schazlar und Börnstadt (Gemälde von Joann Venuto 1814)

Während der Hussitenkriege diente die Burg Schatzlar den katholischen Schlesiern als Stützpunkt zur Abwehr der Hussiten. 1430 wurde sie von den Hussiten erobert. Nach 1436 wurde sie häufig verpfändet, u. a. 1440 an den nordböhmischen Ritter und späteren Landeshauptmann der Grafschaft Glatz, Hans von Warnsdorf, der von Schatzlar aus wiederholt bewaffnete Raubzüge gegen die schlesischen Städte unternahm. Obwohl es den Schlesiern gelang, einige Burgen zu erwerben und sie danach zu zerstören, blieb die Burg Schatzlar verschont. Mit der Auflage, die Burg jederzeit betreten zu können, übergaben die Schlesier die Burg Schatzlar 1447 den Brüdern Hans, Kunz und Ulrich Liebenthaler. Ihnen folgten die Brüder Georg und Christoph Zedwitz, die Schatzlar an den späteren König Georg von Podiebrad verkauften. Er übergab die Burg 1448 abermals dem Hans von Warnsdorf, von dem sie an die Herren von Schönburg (Schumburg) gelangte. Wegen Überschuldung musste Hermann von Schönburg die Burg Schatzlar 1521 an die Brüder Johann und Wilhelm Kruschina von Lichtenburg abtreten, behielt jedoch weiterhin das Wohnrecht auf der Burg. Nachdem er der Landesschädigung beschuldigt worden war, brannte 1523 eine Strafexpedition unter dem böhmischen Landeshauptmann Karl von Münsterberg die Burg Schatzlar nieder. 1534 verschrieb König Ferdinand I. Burg und Herrschaft Schatzlar dem Grafen Johann von Hardegg als Abschlagzahlung auf die Grafschaft Glatz, die er an die Krone Böhmen abgetreten hatte.

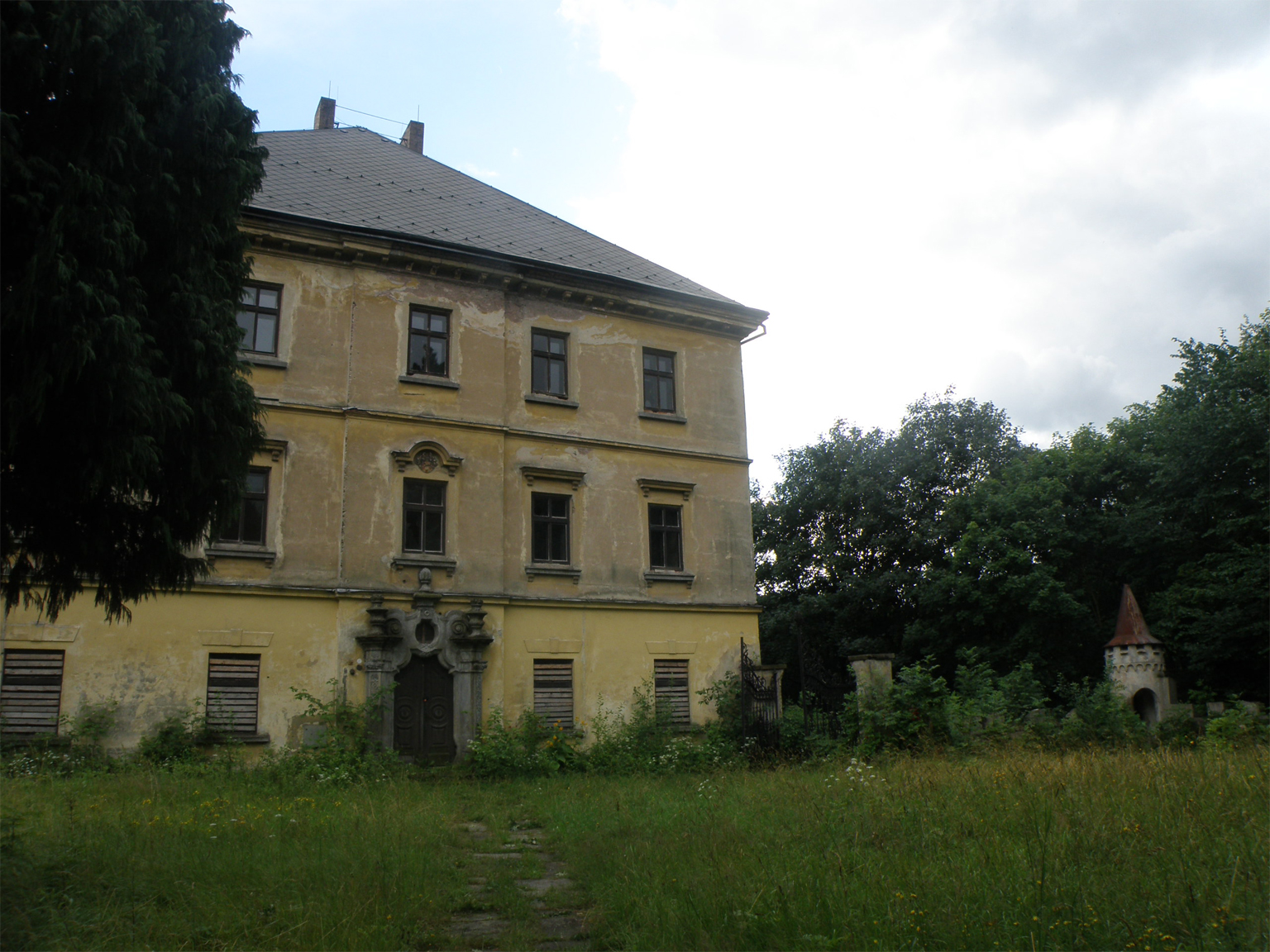
Schloss Žacléř

Hardegg übergab seinen Anspruch noch im selben Jahre dem königlichen Oberberghauptmann Christoph von Gendorf, dem seit 1533 auch die Herrschaft Hohenelbe gehörte. Er errichtete 1555 an der Stelle der zerstörten Burg ein Renaissance-Schloss. Nach weiteren Besitzerwechseln gelangten Burg und Herrschaft Schatzlar 1636 an die Wiener Jesuiten. Sie ließen das im Dreißigjährigen Krieg zweimal durch die Schweden eroberte und geplünderte Schloss Anfang des 18. Jahrhunderts erneuern. Während des Bayerischen Erbfolgekriegs wurde das Schloss 1779 von der preußischen Armee beschossen und brannte teilweise ab. Ende des 19. Jahrhunderts wurde es wieder instand gesetzt und Waldemar Hesse baute pseudogotische kleine Mauern und Zinnen drumherum. 1945 wurde das Schloss geplündert und konfisziert. Danach diente es dem neuen Besitzer, den volkseigenen Ostböhmischen Kohlegruben, als Internat. Ab den 1960er Jahren war es Arbeiterwohnheim und Waldschule. 1990 erhielt die Stadt Žacléř das Schloss. Im Jahr 1997 verkaufte die Stadt das Schloss und es gelang über mehrere Zwischenbesitzer 2005 in die Hände der Prager Firma Castrum Scheczler s.r.o., damals Cosy Cottage s.r.o. Auch 2021 verfällt das Schloss und ist nicht zugänglich.
Das Schloss ist denkmalgeschützt und ist laut Beschreibung in der Denkmalliste ein sehr wichtiges Zeugnis der architektonischen und städtebaulichen Entwicklung der Stadt Žacléř.